# SCプフレンドルフ
SCプフレンドルフ（SC Pfullendorf）は、ドイツのプフレンドルフを本拠地とするサッカークラブ。

## 歴史
1919年に創設された。1998年にブンデスリーガ2部昇格をかけて昇格決定戦に臨んだが、LRアーレンと1.FCウニオン・ベルリンの後塵を拝した。2006年にはカップ戦でアルミニア・ビーレフェルトを撃破する金星を挙げた。

## タイトル

### 国内タイトル
なし

### 国際タイトル
なし